# Messempré
Messempré is een buurtschap in het Franse departement Ardennes in de gemeente Pure aan de wegen naar België nabij Messincourt.